# Federación (Venezuela)
Federación é um município da Venezuela localizado no estado de Falcón.
A capital do município é a cidade de Churuguara.